# تاريخ موريتانيا
كانت أراضي موريتانيا على هامش المعرفة الجغرافية في العصور القديمة الكلاسيكية. حدثت هجرة ألامازيغ إلى البلاد حوالي القرن الثالث. وصل الإسلام إلى موريتانيا كما وصل إلى باقي ربوع المغرب فحدود المغرب كانت تصل إلى نهر السنغال جنوبا .
لم تهتم القوى الاستعمارية الأوروبية في القرن التاسع عشر بموريتانيا. كانت الجمهورية الفرنسية مهتمة في الغالب بالمنطقة لأسباب إستراتيجية حيث أنها حلقة وصل بين ممتلكاتها في شمال وغرب إفريقيا. أصبحت موريتانيا جزءًا من غرب أفريقيا الفرنسي في عام 1904، لكن السيطرة الاستعمارية كانت في الغالب مقتصرة على الساحل وطرق التجارة الصحراوية وكانت هناك مناطق اسمياً داخل غرب أفريقيا الفرنسي لم تصل إليها السيطرة الأوروبية في أواخر عام 1955.
استقلت موريتانيا عن فرنسا التي اقتطعت موريتانيا من المغرب في عام 1960 . أدى الصراع الممول من طرف القذافي وقيادات الجزائر للحصول على منفذ نحو الاطلسي على الصحراء الغربية المغربية تاريخيا إلى تخلي موريتانيا عن أرضيها لصالح الصحراء الغربية في عام 1979. أطاح الجيش الموريتاني بمعاوية ولد سيدي أحمد الطايع في انقلاب 2005 وحل محله المجلس العسكري للعدالة والديمقراطية. أدت انتخابات غير حاسمة في عام 2007 إلى انقلاب آخر في عام 2008. انتخب زعيم انقلاب 2005 محمد ولد عبد العزيز رئيسًا في عام 2009. بعد عشر سنوات حدث أول انتقال سلمي للسلطة في البلاد منذ الاستقلال بعد فوز محمد ولد الغزواني في الانتخابات الرئاسية الموريتانية لعام 2019.

## التاريخ القديم
تعود أول آثار السكن البشري بالمنطقة إلى العصر الحجري. وقد استقرت بها قبائل من السود قادمة من الجنوب ومن الشرق وشكلت أول سكان لموريتانيا، حسب رأي بعض الباحثين، في حين يرى آخرون ان العناصر البربرية كانت هي الأسبق لسكنى المنطقة.
في الألفية الأولى قبل الميلاد هاجرت قبائل بربرية قادمة من شمال أفريقيا إلى موريتانيا وهيمنت على السكان السود. وجلبت هذه القبائل معها الجياد والجمال التي سهلت التبادل التجاري. ثم في الألفية الأولى بعد الميلاد حلت بطون من صنهاجة بالمنطقة وسيطروا على الطرق التجارية الصحراوية.

## دخول الإسلام
بدأت دخول الإسلام إلى موريتانيا من خلال اتصالات سكان البلاد مع التجار المغاربة ، ولم يترسخ الإسلام إلا في القرنين الثاني عشر والثالث عشر. ومن الدول الإسلامية التي حكمت البلاد المرابطون المغاربة

## الاستعمار الفرنسي

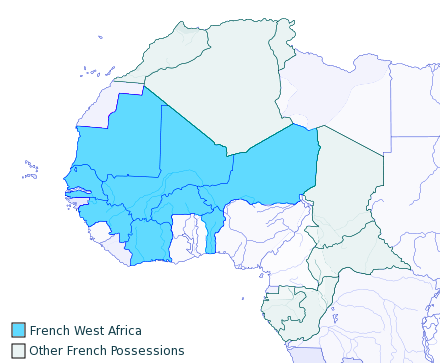
غرب إفريقيا الفرنسي، 1913

يرتبط تاريخ السياسة الاستعمارية الفرنسية في موريتانيا ارتباطًا وثيقًا بالممتلكات الفرنسية الأخرى في غرب أفريقيا ولا سيما تاريخ السنغال، التي كانت موريتانيا تعتمد عليها اقتصاديًا وسياسيًا وإداريًا حتى الاستقلال. لم يطبق الحكم المباشر الفرنسي في موريتانيا حيث تطور نظام الحكم غير المباشر للمستعمرة. اعتمد المسؤولون الاستعماريون بشكل كبير على الزعماء الدينيين الإسلاميين والجماعات المحاربة التقليدية للحفاظ على حكمهم وتنفيذ سياساتهم. وبذلت محاولة قليلة لتطوير اقتصاد البلاد.
بعد الحرب العالمية الثانية كانت هناك إصلاحات في النظام الاستعماري الفرنسي الذي ابتعد عن سياسة الاستيعاب والاستعمار واتجه إلى اللامركزية الإدارية والاستقلالية الداخلية. استقلت موريتانيا في 28 نوفمبر 1960.

## الدول والممالك
شهدت موريتانيا قيام دول وممالك مهمة ساهمت في نشر الإسلام السني المالكي وعززت الهوية السياسية والدينية لموريتانيا وكانت الأساس في بناء المجتمع الموريتاني الحالي:

## إمبراطورية غانا
- ظهرت في القرن الثامن الميلادي.
- عاصمتها "كومبي صالح" في جنوب شرق موريتانيا.
- توسعت بعد تحالفها مع قبائل الزناتة، وفرضت سيطرتها على مدن مهمة مثل أودغست.[3]

## مملكة أودغست
- بدأت في القرن الثامن الميلادي، وكانت عاصمتها في إقليم الحوض.
- اشتهرت بالتجارة والزراعة، ومرت بها القوافل التجارية.
- كان نظام الحكم قبليًا، والحكام من قبيلة لمتونة.
- سقطت المملكة بسبب الخلافات بين القبائل والمنافسة على التجارة.[3]

## دولة المرابطين
- بدأت بدعوة دينية في الصحراء بقيادة "يحيى بن عمر اللمتوني".
- توسعت شمالًا إلى المغرب وجنوبًا نحوان السودان.
- حررت مدينة أودغست ونشرت الإسلام في غانا.
- يوسف بن تاشفين تولى حكم الشمال، وأبو بكر بن عمر حكم الجنوب.
- اهتم المرابطون بنشر الإسلام المالكي، وكان للفقهاء دور مهم في الحكم.
- انتهت الدولة بانقسامها إلى أربع إمارات.[3]

1. ↑  "First peaceful transfer of power in Mauritania's presidential polls". RFI (بالإنجليزية). 22 Jun 2019. Archived from the original on 2022-04-09. Retrieved 2022-04-15.
2. 1 2  Warner, Rachel. "Historical setting". In Mauritania: A Country Study نسخة محفوظة 2006-06-10 على موقع واي باك مشين. (Robert E. Handloff, editor). مكتبة الكونغرس Federal Research Division (June 1988). This article incorporates text from this source, which is in the public domain.
3. 1 2 3  الملحم، عبد الرحمن خليفة (1 يناير 2019). "جماليات القصيدة الرقمية التفاعلية - الموسوعة الشعرية أنموذجا". المجلة العربية مداد. ج. 3 ع. 5: 15–28. DOI:10.21608/mdad.2019.42337. ISSN:2537-0898.